# L'Âne et le Ruisseau
L'Âne et le Ruisseau est un proverbe écrit par Alfred de Musset en 1855. N'ayant obtenu aucun succès lors de sa lecture devant la Cour, il ne fut finalement pas joué à la Comédie-Française. Il fallut attendre 1858, après la mort de Musset, pour qu'il soit imprimé.

## Argument
Le Baron de Valbrun aime la Comtesse mais n'ose pas franchir le pas et lui avouer franchement sa flamme. Le Marquis de Berny, ami du Baron, décide d'aider la Comtesse, lasse de cette situation. Il propose donc à celle-ci de faire croire au Baron qu'il aime lui-même la Comtesse, afin de le rendre jaloux et lui faire avouer son amour pour cette dernière. Tout devient plus compliqué lorsque Marguerite, vers laquelle chavire le cœur du Marquis, décide de lui avouer son amour.